# Васьковичі
Васько́вичі — село в Україні, у Коростенській міській територіальній громаді Коростенського району Житомирської області. Кількість населення становить ▼752 осіб (2025). У 1923—59 та 1990—2020 роках — центр колишньої сільської ради.

## Географія
Розміщується на річці Шестень та Гроздавець. Через село проходить залізниця, зупинний пункт Васьковичі.

## Населення
Станом на 1885 рік в селі мешкало 105 осіб, налічувалося 10 дворових господарств.
Відповідно до результатів перепису населення Російської імперії 1897 року, загальна кількість мешканців села становила 1 879 осіб, з них: православних — 1 671, юдеїв — 198, чоловіків — 920, жінок — 957.
Наприкінці 19 століття кількість населення становила 2 129 осіб, дворів — 399, у 1906 році — 2 149 жителів, дворів — 400, у 1923 році — 165 дворів та 2 311 мешканців.
Відповідно до результатів перепису населення СРСР, кількість населення, станом на 12 січня 1989 року, становила 1 540 осіб. Станом на 5 грудня 2001 року, відповідно до перепису населення України, кількість мешканців села становила 1 108 осіб.

### Мова
Розподіл населення за рідною мовою за даними перепису 2001 року:
| Мова       | Кількість | Відсоток |
| ---------- | --------- | -------- |
| українська | 1054      | 95.13%   |
| російська  | 33        | 2.98%    |
| вірменська | 14        | 1.26%    |
| білоруська | 7         | 0.63%    |
| Усього     | 1108      | 100%     |

## Історія
Згадується в акті від 24 квітня 1494 року, де, у розподільчому листі Великого князя Литовського Олександра, підтверджено розподіл земель між київськими зем'янами Сидором Юхновичем Васьковичем та Іваном Гапоновичем Ущапом як вислугу їх предків, отриману від великого князя Вітовта, так і отчину, підтверджену київським воєводою Мартином Гаштольдовичем.
Також згадується 6 липня 1518 року — в грамоті короля Сигізмунда I, на основі наданих грамот князя Олександра (Олелька) Володимировича, великого князя Вітовта, короля Казимира та розподільчого акту, складеного віленським воєводою Юрієм Миколайовичем Радивиловичем і київським воєводою Андрієм Якубовичем Немировичем, між іншими землевласниками, підтвердив право спадщини Василя Гапановича Ущапа та Конона Хиневича Васьковича на землю Васьковщину з обов'язками служити конем військову господарську земську службу та звільненням від інших повинностей.
Також згадується в описі Овруцького замку 1545 року, з переліком приписаних до нього міщан, боярів, селян, земель, а також повинностей та податей, де перечислені «ординські слуги» замку із села Васьківці. Сільська шляхта носила древнє прізвище Хиневичі, яке згодом полонізувалося, при цьому у прізвище перейшла назва землі: власники землі Васьковщини стали називатися Васьковськими. Їх нащадки володіли цими землями в 16—17 століттях. Згадується в люстрації Київського воєводства 1754 року, як село, що належало Васьковському, сплачувало 7 грошів до замку та 1 злотий і 24 гроші на міліцію.
Станом на 1885 рік — колишнє власницьке село Велико-Фосенської волості Овруцького повіту Волинської губернії, на річці Шистень. В селі були церковна парафія, 3 заїзди, пожежна команда.
Наприкінці 19 століття — село Велико-Фосенської волості Овруцького повіту, при впадінні річки Гроздавець до річки Шестень, за 99 верст від Житомира та 25 верст південно-західніше Овруча, при поштовому тракті з Житомира до Овруча. Відстань до найближчої залізничної станції (Київ) становила 160 верст, до найближчої поштової станції в Іскорості — 6 верст. Великий землевласник — Станіслав Пржеславський. Дерев'яну, покриту бляхою, церкву Різдва Христового із дзвіницею збудовано 1785 року, за кошти вірян. При церкві 33 десятини землі. Планувалося відкриття церковно-приходської школи. До парафії належали села Рудня-Старопотаповицька (5 верст) та Рудня-Ігнатпільська (5 верст). Дворів — 257, правослааних — 2 021, римо-католиків — 50 душ та 65 душ — юдеї. До парафії приписані церкви у Межирічці (за 3 версти) та в Ігнатполі (5 верст). Сусідні парафії: Дідковичі (7 верст) та Бехи (8 верст).
У 1906 році — село Велико-Фосенської волості (2-го стану) Овруцького повіту Волинської губернії. Відстань до повітового центру, м. Овруч, становила 25 верст, до волосного центру, с. Велика Фосня — 19 верст. Найближче поштово-телеграфне відділення розташовувалося в Овручі.
7 листопада 1921 р. під час Листопадового рейду через Васьковичі проходила Волинська група (командувач — Юрій Тютюнник) Армії Української Народної Республіки.
У березні 1921 року, в складі волості, увійшло до новоутвореного Коростенського повіту. У 1923 році включене до складу новоствореної Васьковицької сільської ради, яка, 7 березня 1923 року, включена до складу новоутвореного Овруцького району Коростенської округи, адміністративний центр ради. Розміщувалося за 25 верст від районного центру, м. Овруч.
5 лютого 1933 року, відповідно до постанови Президії Київського облвиконкому «Про переведення Васьківської сільради з Овруцького району до Коростенського», село, разом із сільською радою, передане до складу Коростенського району Київської області. 1 червня 1935 року, відповідно до постанови Президії ЦВК УСРР «Про порядок організації органів радянської влади в новоутворених округах», Коростенський район ліквідовано, сільські ради району підпорядковано Коростенській міській раді. 28 лютого 1940 року, відповідно до указу Президії Верховної ради Української РСР «Про утворення Коростенського сільського району Житомирської області», село, в складі сільської ради, включене до відновленого Коростенського району Житомирської області. 5 березня 1959 року, відповідно до рішення Житомирського облвиконкому «Про ліквідацію та зміну адміністративно-територіального поділу окремих сільських рад області», Васьковицьку сільську раду ліквідовано, село підпорядковане Бехівській сільській раді Коростенського району. 18 червня 1990 року, відповідно до рішення Житомирської обласної ради «Про внесення змін в адміністративно-територіальний устрій окремих районів», у селі відновлено Васьковицьку сільську раду в складі Коростенського району.
12 червня 2020 року, відповідно до розпорядження Кабінету Міністрів України № 711-р «Про визначення адміністративних центрів та затвердження територій територіальних громад Житомирської області», територію та населені пункти Васьковицької сільської ради включено до складу Коростенської міської територіальної громади Коростенського району Житомирської області.

## Відомі люди
- Шехтман Елі (1908—1996) — єврейський письменник.
- Кордун Віктор Максимович (1946—2005) — український поет, перекладач, один із найяскравіших представників Київської школи поезії.
- Ущапівський Андрій Миколайович (1993—2015) — солдат ЗСУ, загинув у боях за Донецький аеропорт.
- Шпіт Ірина Петрівна (1930—2018) — білоруська архітекторка.